# Goszczyno (Puck)
Pour les articles homonymes, voir Goszczyno.
Goszczyno est une localité polonaise de la voïvodie de Poméranie et du powiat de Puck. 